# Disacárido

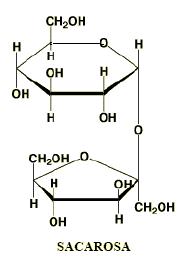
Esquema, un disacárido no-reductor formado por la unión de glucosa y fructosa.

Los disacáridos, también llamados ósidos, son un tipo de glúcidos formados por la condensación (unión) de dos monosacáridos mediante un enlace O-glucosídico (con pérdida de una molécula de agua) pues se establece en forma de éter siendo un átomo de oxígeno el que une cada pareja de monosacáridos, mono o dicarbonílico, que además puede ser α o β en función del -OH hemiacetal o hemicetal.
Los disacáridos y polisacáridos se pueden hidrolizar.
Los disacáridos más comunes son:
- Sacarosa: formada por la unión de una glucosa y una fructosa. A la sacarosa se le llama también azúcar común. No tiene poder reductor.
- Lactosa: formada por la unión de una glucosa y una galactosa. Es el azúcar de la leche. Tiene poder reductor .
- Maltosa, isomaltosa, trehalosa y celobiosa: formadas todas por la unión de dos glucosas, son diferentes dependiendo de la unión entre las glucosas. Todas ellas tienen poder reductor, salvo la trehalosa.

El carácter reductor se da en un disacárido si uno de los monosacáridos que lo forman tiene su carbono anomérico (o carbonílico) libre, es decir, si este carbono no forma parte del enlace O-glucosídico. Dicho de otra forma, si el enlace O-glucosídico es monocarbonílico el disacárido resultante será reductor (maltosa, celobiosa, etc.), mientras que si el enlace O-glucosídico es dicarbónílico el disacárido resultante será no reductor (sacarosa, trehalosa). Ya que los monosacáridos (exceptuando el glicoaldehído) poseen capacidad de ciclización, y, estando en su forma de cadena abierta tienen la capacidad de oxidarse, explicándose así su carácter reductor. 
La fórmula molecular de los disacáridos es C12H22O11. El enlace covalente entre dos monosacáridos provoca la eliminación de un átomo de hidrógeno de uno de los monosacáridos y de un grupo hidroxilo del otro monosacárido, de forma que se elimina una molécula de agua (H2O) que pasa al medio de reacción.
En la mucosa del tubo digestivo del ser humano existen unas enzimas llamadas disacaridasas, que hidrolizan el enlace glucosídico que une a los dos monosacáridos, para su absorción intestinal.

## Principales disacáridos
Los principales disacáridos de interés biológico son los siguientes:
- Maltosa: Se encuentra libre de forma natural en la malta, de donde recibe el nombre y forma parte de varios polisacáridos de reserva (almidón  y glucógeno), de los que se obtiene por hidrólisis.
- Lactosa o azúcar de la leche: Se encuentra libre en la leche de los mamíferos. Gran parte de la población mundial presenta la llamada “intolerancia a la lactosa”, que es una enfermedad caracterizada por la afectación más o menos grave de la mucosa intestinal que es incapaz de digerir la lactosa.
- Sacarosa o azúcar de caña y remolacha: Es el azúcar que se obtiene industrialmente y se comercializa en el mercado como edulcorante habitual. Además, se halla muy bien representada en la naturaleza en frutos, semillas, néctar, etc. No posee carácter reductor debido a que los carbonos anoméricos están unidos entre sí.
- Celobiosa: Presente en la molécula de celulosa y no se encuentra libre.
- Isomaltosa: Está presente en los polisacáridos “almidón” y “glucógeno” y no se halla libre.

| Disacárido                   | Unidad 1  | Unidad 2 | Enlace  |
| ---------------------------- | --------- | -------- | ------- |
| Sacarosa (azúcar de mesa)    | Glucosa   | Fructosa | α(1→2)β |
| Lactulosa                    | Galactosa | Fructosa | β(1→4)  |
| Lactosa (azúcar de la leche) | Galactosa | Glucosa  | β(1→4)α |
| Maltosa                      | Glucosa   | Glucosa  | α(1→4)  |
| Nigerosa                     | Glucosa   | Glucosa  | α(1→3)  |
| Trehalosa                    | Glucosa   | Glucosa  | α(1→1)α |
| Celobiosa                    | Glucosa   | Glucosa  | β(1→4)  |
| Isomaltosa                   | Glucosa   | Glucosa  | α(1→6)α |